# Casa Jorba
 (mai 2024).
La Casa Jorba ou Can Jorba est un bâtiment situé avenue de la Porte de l'Ange à Barcelone. Il a été bâti pour héberger une succursale des Magasins Jorba, et appartient actuellement appartient à la chaîne de grands magasins El Corte Inglés.

## Histoire
Il a été projeté par Arnald Calvet i Peyronill. Le bâtiment, qui a gagné le Concours annuel de bâtiments artistiques de la Mairie de Barcelone, a été ouvert au public le 25 octobre 1926 et se caractérise par son esthétique classique liée à l'architecture française de l'époque. Le sculpteur V. Castillo a réalisé le groupe sculpté dans la façade de la Porte de l'Ange et où l'on peut lire la devise latine de l'entreprise : Labeur omnia vincit (Le travail vient à bout de tout). Il a été le premier bâtiment commercial en Espagne à installer un escalator mécanique.
Le 5 décembre 1964, racheté par les Galerias Preciados, le nouveau bâtiment a rouvert, renommé Jorba Preciados. En juillet 1995 le magasin a fermé définitivement, puisque l'entreprise Galeries Preciados a été mis en cessation de paiements.
Il est resté fermé quelques années, pendant lesquelles il y a eu différents projets pour l'édifice, comme y installer la grande bibliothèque de Barcelone. Enfin, en 1995 il a été acheté par la chaîne de grands magasins El Corte Inglés, qui l'a adapté pour installer la succursale existante aujourd'hui. Cette nouvelle boutique, ouverte depuis mai 1998, est destinée aux jeunes, avec des produits audiovisuels, livres, vêtements et autres.

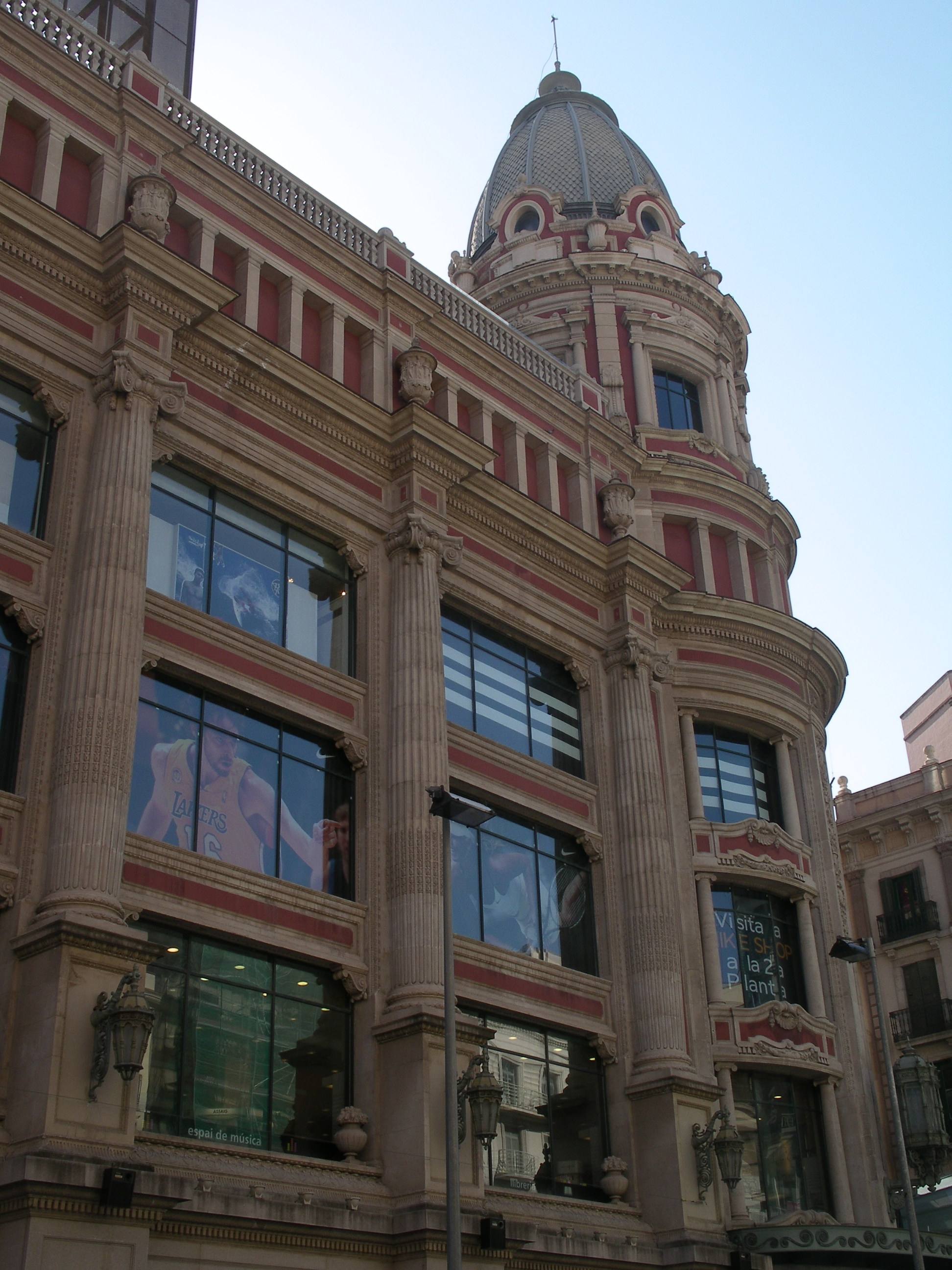
Façade et tour de la Casa Jorba.
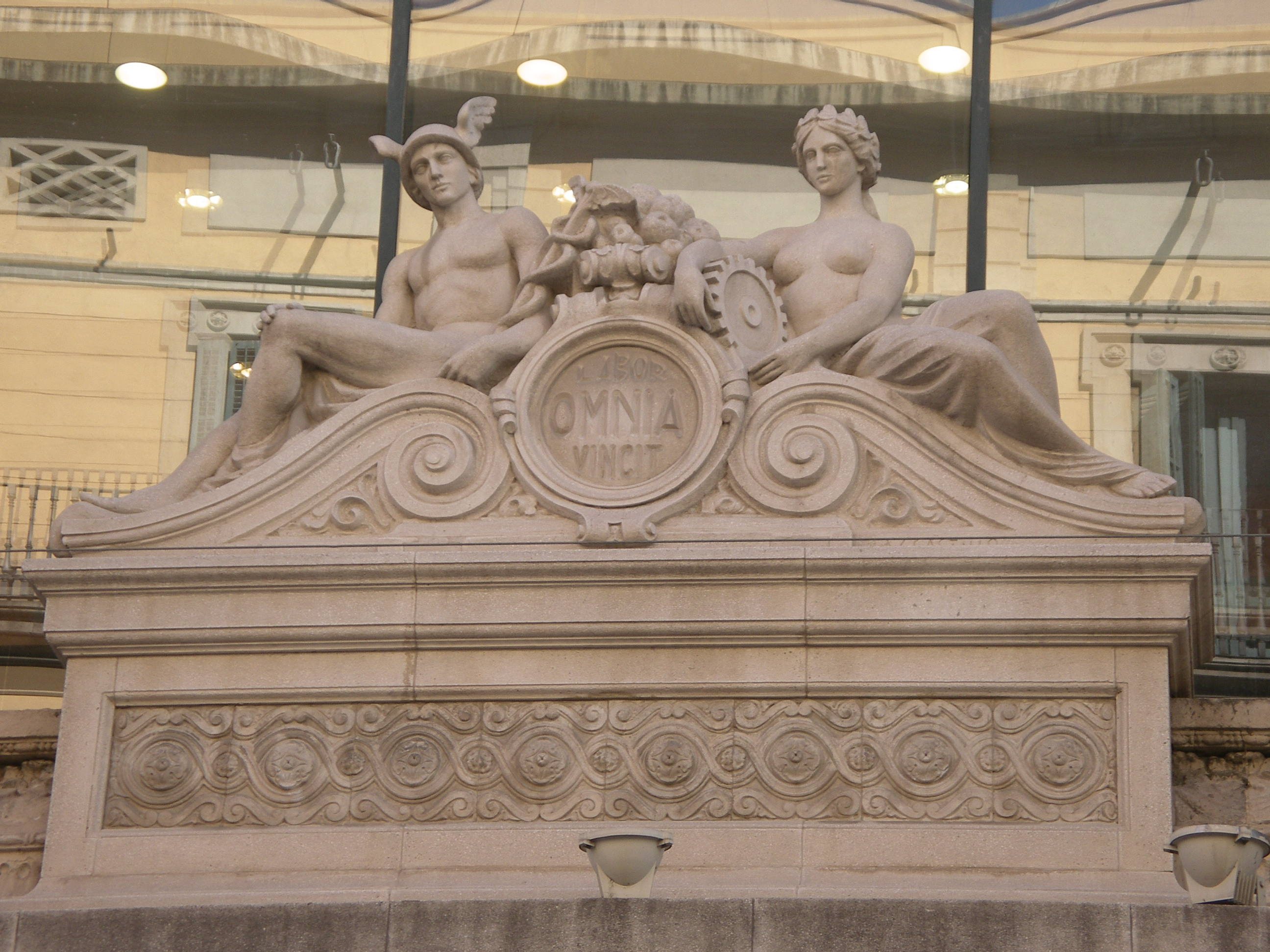
Groupe sculpté de V. Castillo sur la porte de la Casa Jorba.